# Шарапова, Антонина Михайловна
Антони́на Миха́йловна Шара́пова (1928—2005) — советский передовик производства, прессовщица Калининского комбината строительных материалов №2 Министерства промышленности строительных материалов РСФСР. Депутат Верховного Совета РСФСР 9-го созыва. Герой Социалистического Труда (1974).

## Биография
Родилась 22 июня 1928 года в деревне Шарапово, Бежецкого уезда Тверской губернии. 
С 1944 года в период Великой Отечественной войны, в возрасте шестнадцати лет, А. М. Шарапова начала свою трудовую деятельность звеньевой льноводческого звена местного колхоза Рамешковского района Калининской области. 
После войны начала переехала в город Калинин и начала работать прессовщицей  Калининского силикатного завода, позже перешла — прессовщицей прессового цеха на Калининский комбинат строительных материалов Министерства промышленности строительных материалов РСФСР. А. М. Шарапова была высококвалифицированным специалистом и одна из первых освоила работу на прессе с автоматизированным автоматом-укладчиком, была инициатором повышения производительности труда при сокращении численности рабочих на производстве.
7 мая 1971 года  Указом Президиума Верховного Совета СССР «За досрочное выполнение заданий плана восьмой пятилетки с 1966 по 1970 годы»  Антонина Михайловна Шарапова была награждена Орденом Трудового Красного Знамени. 
С 1971 по 1975 годы А. М. Шарапова была инициатором в выполнении заданий девятой пятилетки за четыре года и перевыполнении взятых на себя обязательств.
8 января 1974 года  Указом Президиума Верховного Совета СССР «за выдающиеся успехи в выполнении и перевыполнении планов 1973 года и принятых социалистических обязательств» Антонина Михайловна Шарапова была удостоена звания Героя Социалистического Труда с вручением Ордена Ленина и золотой медали «Серп и Молот».
Помимо основной деятельности занималась и общественно-политической работой: с 1975 по 1980 годы избиралась депутатом  Верховного Совета РСФСР 9-го созыва и депутатом Калининского областного и Калининского районного Советов депутатов трудящихся. 
С 1991 года после выхода на пенсию жила в городе Тверь. 
Скончалась 23 ноября 2005 года в Твери. 

## Награды
- Медаль «Серп и Молот» (08.01.1974)
- Орден Ленина (08.01.1974)
- Орден Трудового Красного Знамени (07.05.1971)